# 후베이성 (중화민국)

후베이 성의 위치

후베이성(중국어: 湖北省, 한국어: 호북성)은 1912년부터 1949년까지 존재했던 중화민국의 성으로 성도는 우창이며 면적은 186,229km2이다. 8개 행정독찰구 하에 1개 시, 70개 현을 관할했다. 동쪽으로는 안후이 성과 장시 성, 서쪽으로는 쓰촨 성과 산시 성, 남쪽으로는 후난 성, 북쪽으로는 허난 성과 접하고 있었다.